# Araporã
Araporã este un oraș din unitatea federativă Minas Gerais, Brazilia.